# Халкидски съюз
Халкидският съюз (на гръцки: Κοινόν τῶν Χαλκιδέων или Χαλκιδεῖς ἐπί Θρᾴκης) е политическо обединение на най-важните градове на Халкидическия полуостров, начело с Олинт, което съществува на северозападния браг на Бяло море от около 432 година пр. Хр. до 348 г. пр. Хр., когато е разпуснат от Филип II Македонски.

## История
Халкидският съюз е създаден около 432 г. пр. Хр. срещу Атина. Съюзът успява да се съхрани по време на Пелопонеската война, разчитайки на подкрепа от Спарта или Македония. Преодолява опит за разпускането му по време на Никиевия мир (421 пр. Хр.).
Халкидският съюз обаче участва в общото въстание срещу Спарта от 395 година. След това в 384 – 383 година пр. Хр. Атина сключва съюз с Халкидския съюз. Съюзът никога не поддържа проспартанска позиция, но по това време минава към другия лагер. От друга страна съюзът и Атина се сближават още повече заради конфликта между халкидците и Аминта III Македонски, който сключва съюз със Спарта и се бие срещу Халкидския съюз.